# Расулов, Шамиль Ибрагимгаджиевич
Шамиль Ибрагимгаджиевич Расулов (24 января 1964, Чадаколоб, Дагестанская АССР — 5 августа 2011, Махачкала) — советский и российский дзюдоист, бронзовый призёр чемпионатов России.

## Спортивная карьера
Дзюдо начал заниматься после того, как поступил в университет в Махачкале. В 1992 году выиграл Кубок Канады в Монреале. Является призёром чемпионата России. Являлся вице-президентом федерации дзюдо Республики Дагестан.

## Вне спорта
В 1983 году после окончания тляратинской средней школы поступил на экономический факультет Дагсельхозинститута в Махачкале. В 1985—1987 годах служил в рядах Советской Армии. Трудовую деятельность начал в 1989 году экономистом дагестанского управления «Агропромбанка». С 1991 по 1992 год работал в министерстве финансов Республики Дагестан. В 1992—1994 годах являлся директором малого предприятия «Юникс». В 1994 году назначен заместителем председателя правления коммерческого банка социального развития «Дагестан». В 1999 году избран депутатом Народного Собрания Республики Дагестан II созыва, трудился на постоянной профессиональной основе в Комитете Народного Собрания Республики Дагестан по бюджету, финансам и налогам. В 1999 году заочно окончил Дагестанский государственный университет юридический факультет. В 2001 году он избран главой администрации Тляратинского района, а в 2005 году — главой муниципального образования «Тляратинский район», где проработал до октября 2010 года.

## Смерть
5 августа 2011 года в 16:55 в центре Махачкалы углу улиц Котрова и Шеболдаева из автоматического оружия был расстрелян автомобиль «Mercedes», в которой ехал Шамиль Расулов и его пассажир также бывший дзюдоист Рашид Ибрагимов. Расулов погиб на месте, а Ибрагимов доставлен в больницу с огнестрельными ранениями.

## Спортивные результаты
- Чемпионат России по дзюдо 1993 — ;
- Чемпионат России по дзюдо 1994 — ;

## Награды
- Заслуженный экономист Республики Дагестан